# Evangeline (musikalbum)
Evangeline är ett dubbelalbum av Ulf Lundell, släppt 3 oktober 1988. Albumet domineras av religiösa och existentiella funderingar. Evangeline var det sista i en lång rad Lundellalbum som producerades av trion Kjell Andersson, Lasse Lindbom och Ulf Lundell. 

## Låtlista

### Skiva ett
1. "En historia" - 3:34
2. "När du dansar" - 4:22
3. "Underbara ting" - 4:25
4. "Tempel" - 5:02
5. "En sprucken vas" - 4:18
6. "Gå upp på klippan" - 4:57
7. "Evangeline" - 5:45
8. "Naken nerför gatan" - 4:50
9. "Backstage" - 4:14
10. "Så nära" - 6:22
11. "Inte skyldig" - 5:01

### Skiva två
1. "Villig" - 4:52
2. "Jag är på din sida" - 4:25
3. "Damaskus" - 5:56
4. "Stora vägen" - 5:08
5. "All kärlek du har" - 4:16
6. "Här kommer hon" - 3:40
7. "Mysterium" - 4:09
8. "Bygg upp en himmel" - 3:54
9. "Ett hjärta av sten" - 6:11
10. "Allt jag vill" - 4:08
11. "Lugna vatten" - 4:39

### Bonusspår på remastrad utgåva 1999
1. "Du kan inte ljuga för ett hjärta"
2. "Dom fann en gyllene regel"
3. "Där älskande kan bo"
4. "Jordens herrar"
5. "Min vandrande vän"
6. "Omkring tiggar'n från Luossa"
7. "Kaos & Kärlek"

## Medverkande
- Ulf Lundell - sång, akustisk & elektrisk gitarr, munspel, slagverk
- Janne Bark - akustisk & elektrisk gitarr, mandolin, slide
- Backa Hans Eriksson - bas, oboe arrangemang, tamburin
- Niels Nordin - trummor
- Mats Olausson - synth, piano, Hammond-orgel
- Micke Andersson - slide
- Victoria B. (Vicki Benckert) - kör
- Ulf Bjurenhed - oboe
- Nalle Bondesson - elektrisk gitarr
- Tommy Cassemar - bas
- Ebba Forsberg - kör
- Marie Fredriksson - sång
- Mats Glenngård - fiol
- Christine Hellqvist - sång
- Magnus Lindh - dragspel
- Jesper Lindberg - steel
- Lasse Lindbom - akustisk gitarr, mandolin, tamburin
- Werner Modiggård - trummor
- Niklas Strömstedt - piano

## Listplaceringar
| Lista (1988-1989) | Topplacering |
| ----------------- | ------------ |
| Sverige           | 5            |